# Myrmekomorfie

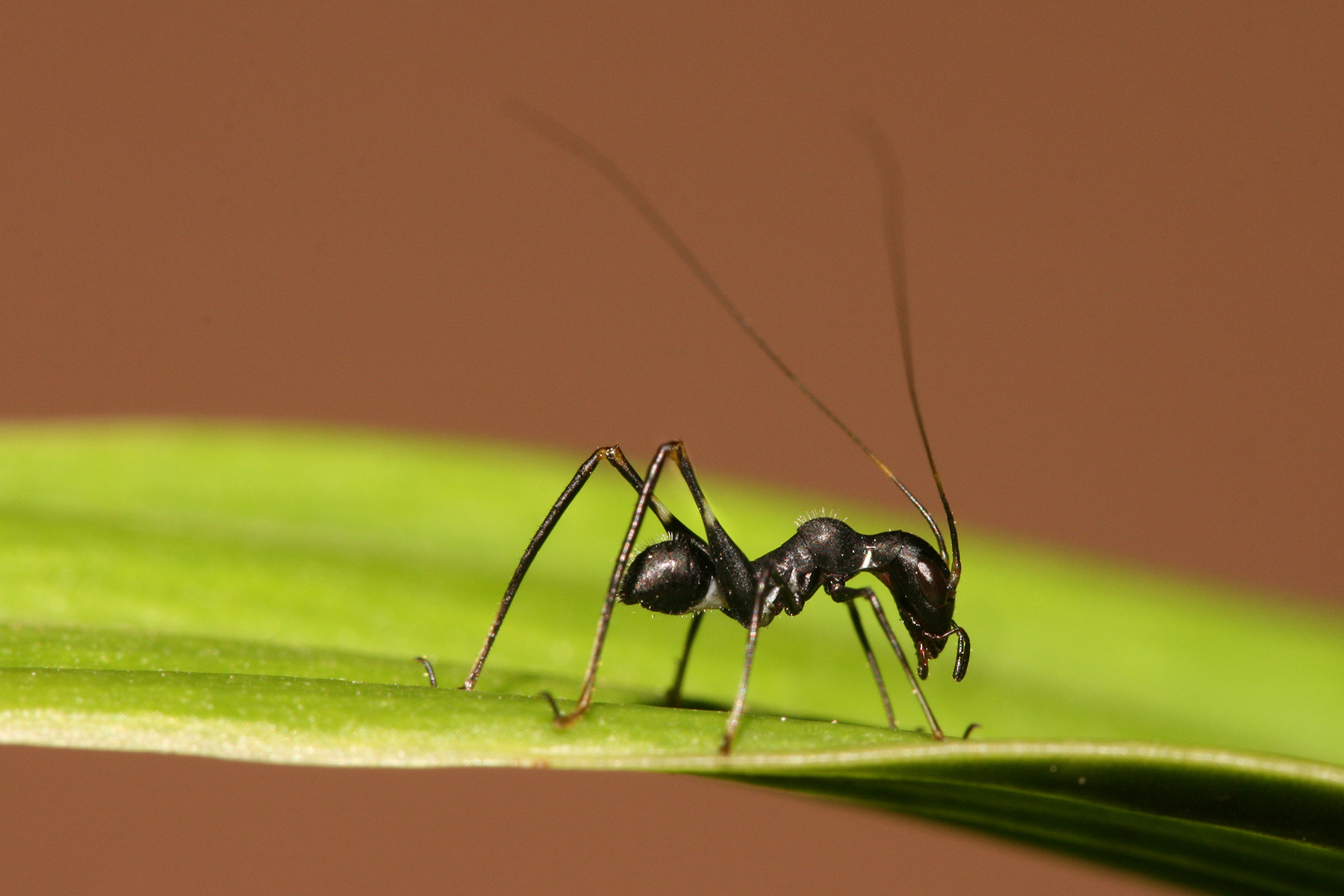
Larva kobylky rodu Macroxiphus v mimikrách mravence.

Myrmekomorfie je druh mimikry, kdy je vzhled či chování živočicha připodobněno mravencům. Napodobování mravenců bylo zjištěno u více než 2 000 druhů členovců náležejících do nejméně 54 čeledí. Mravenci žijí na světě ve velkých počtech a mnozí predátoři, kteří se spoléhají na zrak při hledání kořisti, se jim vyhýbají, protože jsou nechutní nebo agresivní. Někteří členovci díky podobnosti s mravenci unikají predaci (ochranné mimikry), zatímco jiným umožňuje, aby mravence lovili (agresivní mimikry). Imitátoři napodobují mravence pohybem, vizuálně, chemicky, nebo kopírováním mikrostruktury jejich těl pro ošálení hmatových vjemů.

## Batesovské mimikry

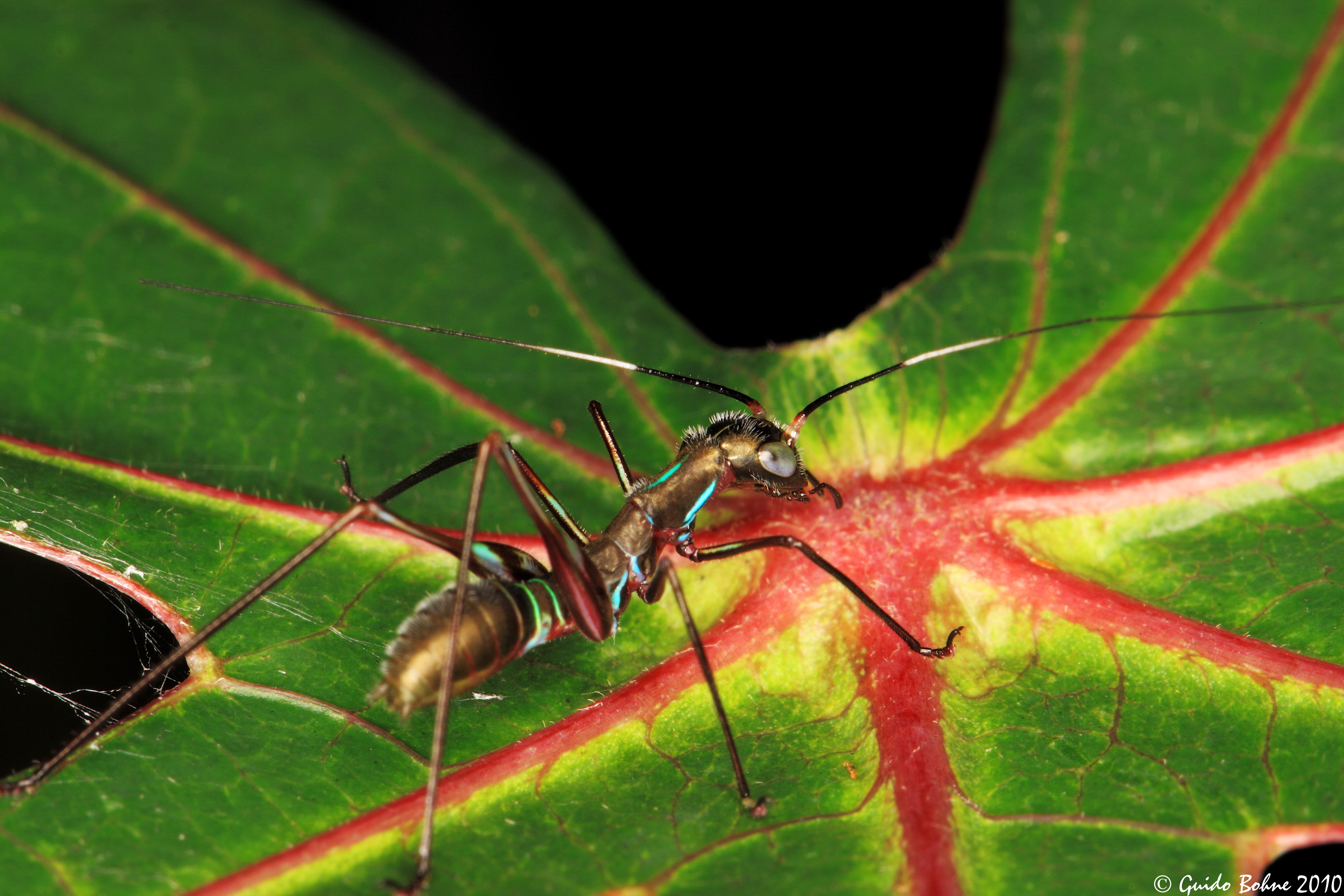
Nymfa kobylky maskovaná myrmekomorfií.

Batesovské (též batesiánské) mimikry používají ty druhy, které obvykle nemají vlastní silnou obranu a snaží se vypadat jako nebezpeční mravenci, aby se vyhnuli útokům predátorů. Existuje několik těchto skupin členovců popsaných níže.

### Rovnokřídlí
Vývojová stádia (larvy, nymfy) některých rovnokřídlých jako cvrčků, kobylek či sarančat (např. Macroxiphus sumatranus) se velmi podobají mravencům, počínaje černou barvou, dále tvarem těla a chováním. Jejich dlouhá tykadla jsou maskovaná tak, aby vypadala kratší – černou barvu má jen krátká část. Postupným vývojem a proměnami se však tento hmyz zbarvuje jinak a mění se i tvar jejich těl, až nakonec dospělci získají jasné varovné zabarvení.

### Pavouci

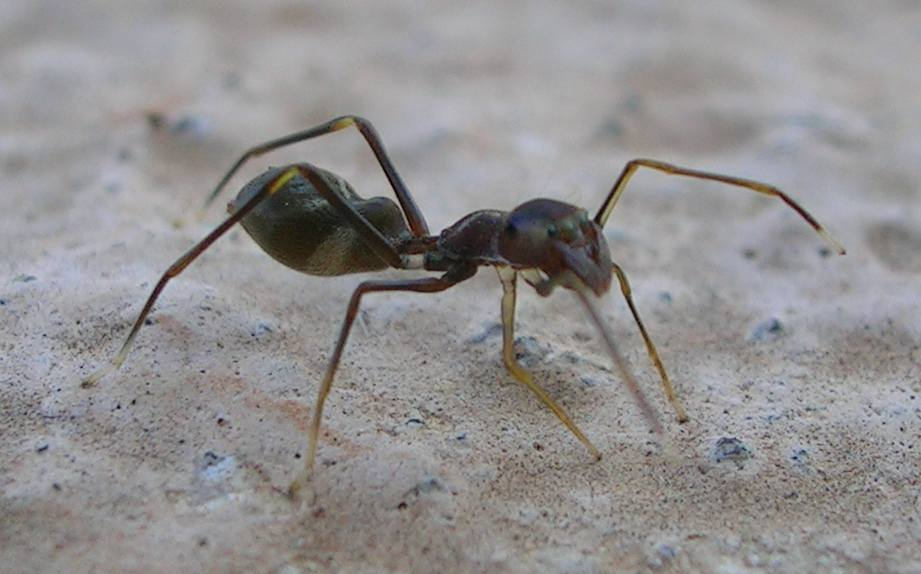
Skákavka rodu Myrmarachne se predátorům brání napodobováním mravence.

Přes 300 druhů pavouků z různých čeledí používá batesovské mravenčí mimikry. Jedná se například o některé zápředníkovité (Clubionidae) nebo brabenčíky (Phrurolitus). V čeledi skákavkovitých (Salticidae) jsou mimetičtí pavouci rozpoznatelní často jen podle toho, že se svými pohyby drží od mravenců v určité „bezpečné“ vzdálenosti. Jedná se o například o druhy z rodů Myrmarachne, Leptorchestes, Synageles či Heliophanus. Lovci mravenců mezi pavouky se naproti tomu mravencům nepodobají tak moc. Za myrmekomorfii se ale platí. Pavouci takto maskovaní jsou štíhlejší, což má za následek redukci počtu vajíček. Zdá se však, že to kompenzují produkcí většího množství kokonů. Naopak pavouci, kteří se nepodobají mravencům tak dokonale a používají jen volnější batesovské mimikry, nemají zřejmě v rozmnožování žádná omezení. Jde například o mikarie pospolité (Micaria sociabilis), hlavouny žlutonohé (Liophrurillus flavitarsis) a zápředky obecné (Phrurolithus festivus). Nedokonalí mimetici mají evidentně více výhod. Je možné, že jejich zjev jim umožňuje unikat jak predátorům, kteří loví pavouky, tak těm, kteří loví mravence.
Studie tří druhů kudlanek ukázala, že se již od narození vyhýbají mravencům jako potenciální kořisti, a že nenapadají ani skákavky napodobující mravence. Jiný výzkum ukázal, že podobně působí mravenčí mimikry na skákavku pavoukožravou a jiné druhy rodu Portia, kteří jinak s chutí útočí na jiné skákavky.

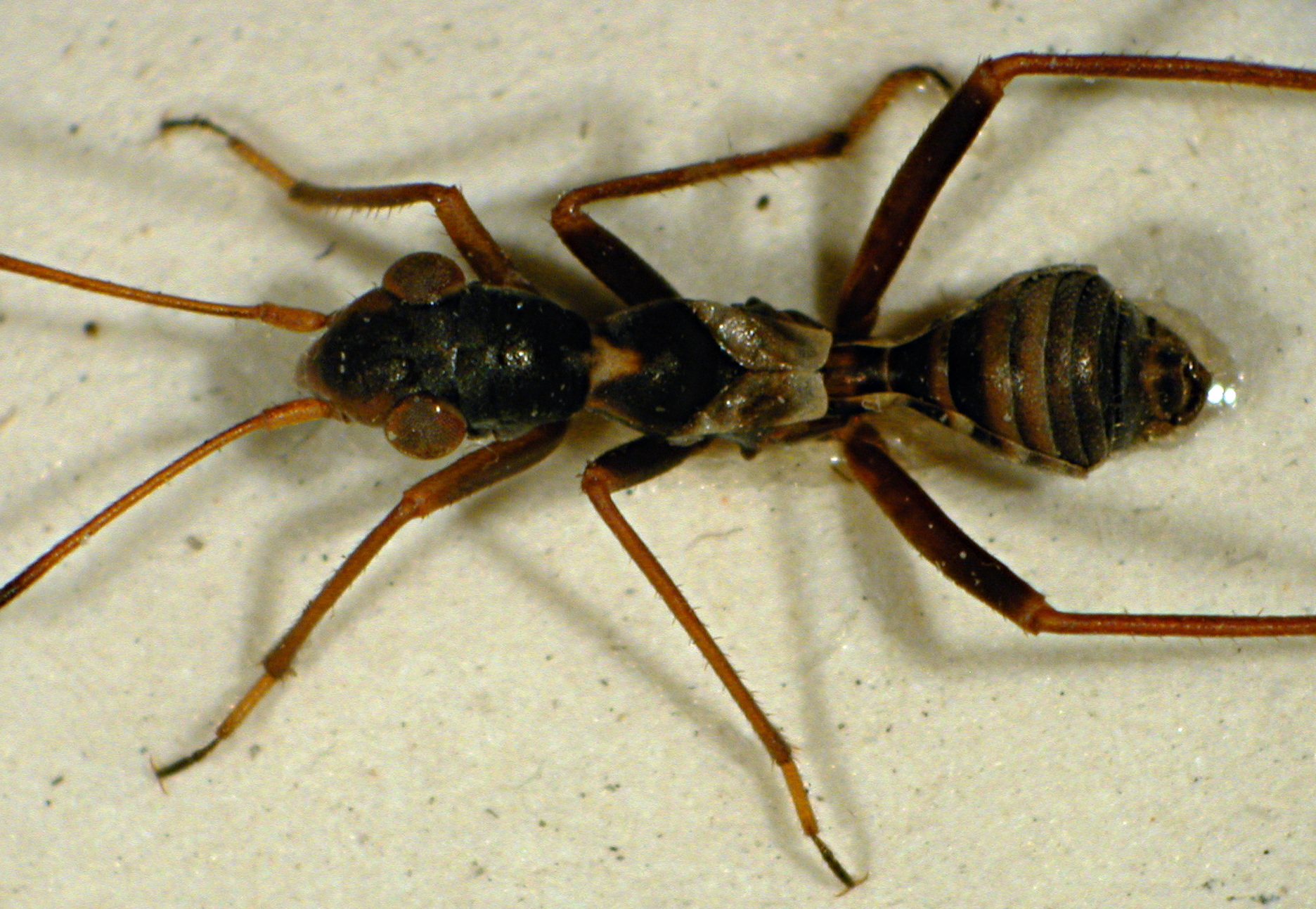
Sameček klopušky mravenčí (Myrmecoris gracilis)

### Polokřídlí

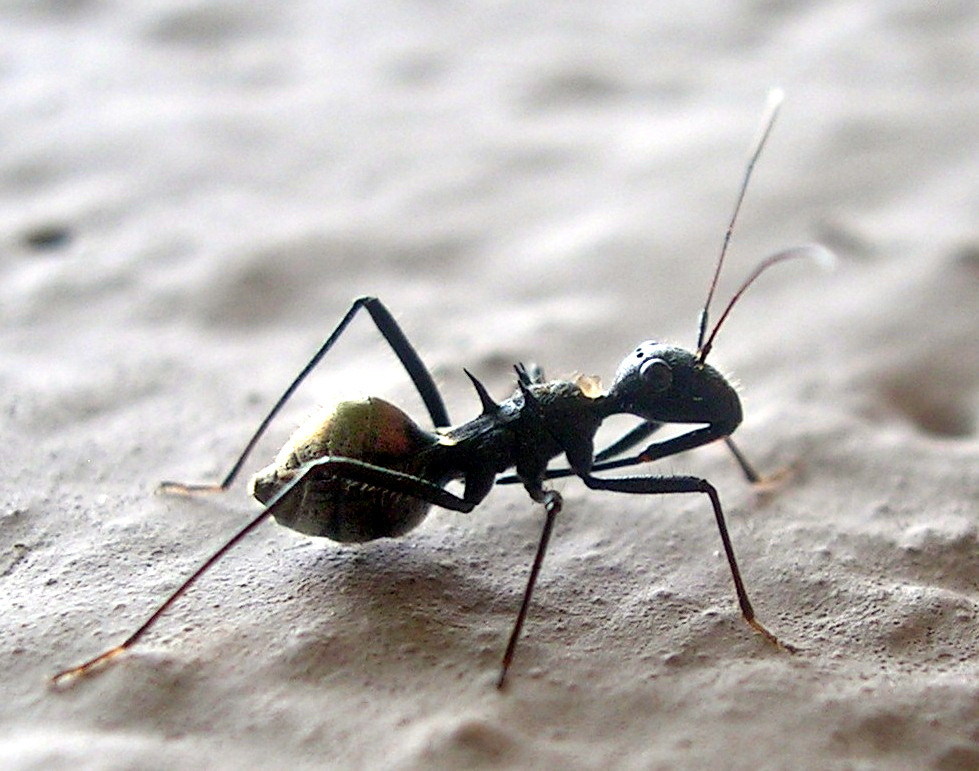
Nohatěnka druhu Dulichius inflatus žije v Indii a na Srí Lance.

Mezi několika polokřídlými (Hemiptera, většinou ploštice), které se podobají mravencům, jsou to například klopuškovití (Miridae). Bezkřídlý druh klopuška mravenčí (Myrmecoris gracilis) se živí mšicemi, zatímco Systellonotus triguttatus, u něhož nymfy a samičky silně připomínají mravence, se často nachází v blízkosti mravenců. Samci Formiscurra indicus (Caliscelidae) jsou podobné mravencům, ale samice nikoliv.

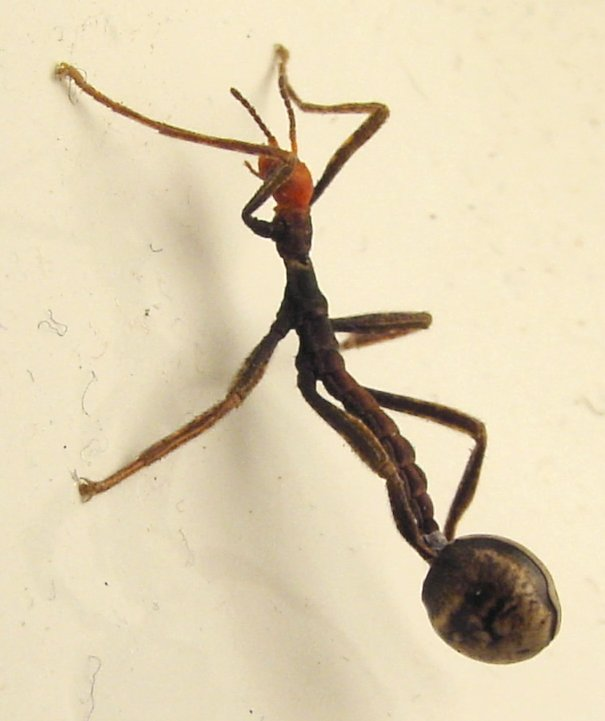
Čerstvě vylíhlá strašilka australská (Extatosoma tiaratum) napodobuje mravence rodu Leptomyrmex, na rozdíl od dospělých strašilek, které se maskují „klasicky“.

### Strašilky
Strašilka druhu Extatosoma tiaratum, v dospělosti připomínající sušené trnité listy, se líhne z vajíček jako replika mravenců rodu Leptomyrmex s červenou hlavou a černým tělem. Dlouhý konec je zvlněný, aby se tvar těla co nejvíce podobal mravenčímu. Pohyb je nevyzpytatelný, zatímco dospělí se pohybují jinak, pokud se vůbec hýbou. U některých druhů se vajíčka podobají rostlinným semenům, která jsou sbírány a přenášeny mravenci. Mravenci přívěsek semínek zvaný masíčko konzumují, zbytek nechají či odnesou pryč. Říká se tomu myrmekochorie (viz Symbiotické vztahy mravenců). Vejce je pak nadále životaschopné, a tím že bylo do značné míry pod mravenčí ochranou, je větší šance, že se z něj vylíhnou malé strašilky.

### Třásnokřídlí
Stuhatkovití (Aeolothripidae) je dravá čeleď hmyzu z řádu třásnokřídlých. Především samičky se podobají zjevem a chováním mravencům. Tyto mimikry se vyvinuly v několika rodech v této čeledi a to nezávisle na oblasti výskytu. Jde například o druhy Franklinothrips megalops, Aeolothrips albicinctus, Aeolothrips bicolor, Desmothrips reedi a rody Allelothrips a Stomatothrips. Důvodem zřejmě byla reakce na přítomnost mravenců.

### Kudlanky

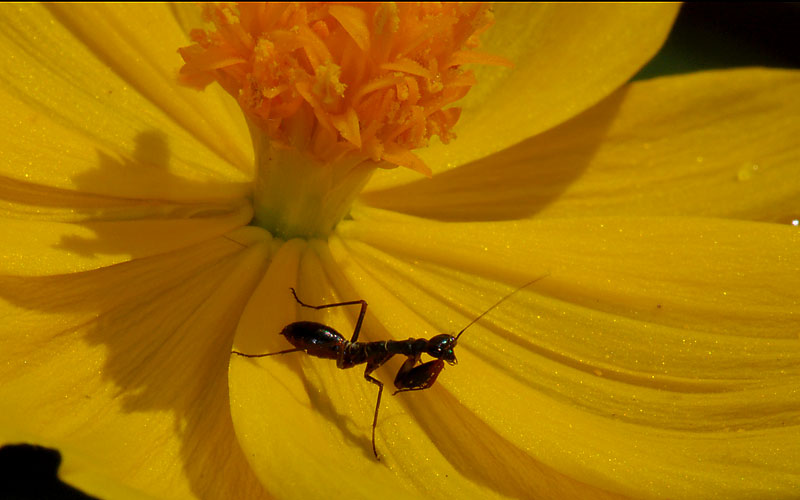
Nymfa indické kudlanky

Kudlanky jsou sice dravci, ale rovněž čelí nebezpečí sežrání většími živočichy. Mladé nymfy rodu Tarachodes, například Tarachodes afzelii, mimetují mravence, nicméně v pozdějších vývojových stádiích tyto mimikry zmizí, a nejenže je nenapodobují, ale větší kudlanky mravence loví.

### Dvoukřídlí

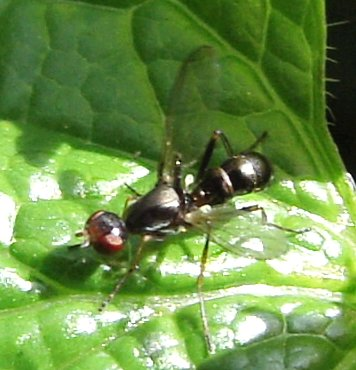
Moucha z čeledi kmitalkovití (Sepsidae) Sepsis cynipsea z Německa.

Dvoukřídlí (Diptera), kteří imitují mravence, zahrnují rod Sepsisoma, jenž předstírá býti mravencem Camponotus crassus.
Několik druhů z čeledi štíhlonožkovití (Micropezidae) se podobá mravencům rodu Pseudomyrmex do té míry, že je i pro odborníky obtížné je rozlišit, „dokud neodletí“.

### Brouci

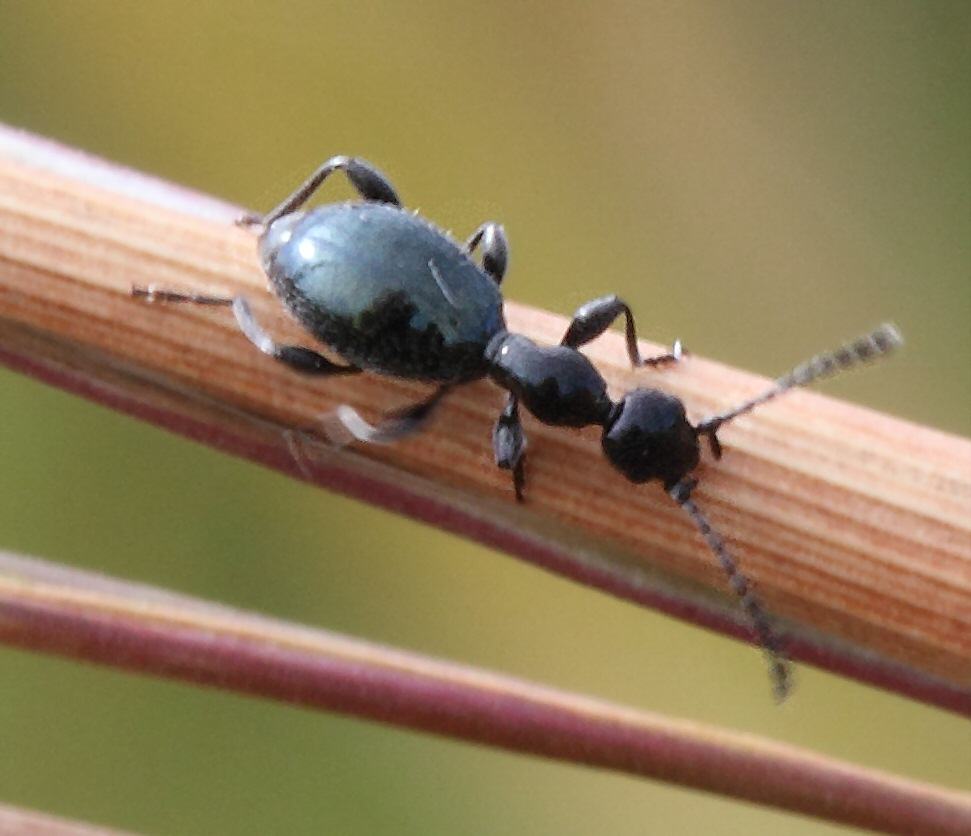
Anthelephila cyanea

Mnoho parazitických drábčíkovitých (Staphylinidae), kteří žijí spolu s mravenci, se jim podobá. Příkladem je Ecitomorpha nevermanni, jenž barvou imituje mravence Eciton burchellii, a jelikož tito mají velmi špatný zrak, je to zřejmě proto, aby oklamal predátory z řad obratlovců.
Některé rody čeledi květiníkovití (Anthicidae) vypadají a pohybují se jako mravenci. Zástupci rodu Anthelephila, např. Anthelephila cyanea, mezi mravenci nežijí, ale někdy s nimi pobíhají a to i poblíž hnízd. Jde tedy o batesovské mimikry.
Členové rodu Euderces z čeledi tesaříkovití (Cerambycidae) jsou mravenčí mimetici. Jsou to například Camponotus sericeiventri, Mallocera spinicollis, Diphyrama singularis, Pseudomyrmecion ramalium, Cyrtinus pygmaeus.

## Agresivní mimikry

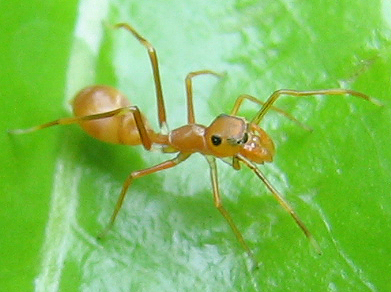
Samička pavouka Myrmarachne plataleoides je agresivním mimetikem dělníka mravence krejčíka Oecophylla smaragdina.

Agresivní mimikry uplatňují predátoři, kteří podobnost s mravenci mají proto, aby je ulovili. Jedná se například o některé pavouky čeledí mravčíkovití (Zodariidae), skálovkovití (Gnaphosidae) a skákavkovití (Salticidae). Tito pavouci se většinou nepodobají mravencům úplně dokonale, ale osvojili si některé techniky, jak je oklamat. Buď se pohybují jako mravenci nebo jimi ochromeného mravence používají jako „figurínu“ k ošálení ostatních. Takto například postupují mravčíci. Skálovka mravencožravá se mravencům vzhledově nepodobá téměř vůbec, ale napodobuje jejich pohyby.

## Wasmannianské mimikry
Chemické Wasmannianské mimikry umožňují některým druhům členovců díky produkci „mravenčích“ feromonů žít v úzkém kontaktu s mravenci. Pavouci Cosmophasis bitaeniata a Myrmarachne assimilis používají feromon mravenců krejčíků Oecophylla smaragdina v jejichž blízkosti se pohybují. Zajímavý způsob chemické ochrany si vyvinula skákavka Peckhamia picata. Vzhledově mravence velmi připomíná, ale to jí k ochraně zjevně nestačí. Svým pachem nicméně nepředstírá, že je mravenec, ale naopak omezila svou pachovou stopu na naprosté minimum. Tím se snaží chránit jak před mravenci, tak před pavoukožravými vosami, kteří se při lovu do značné míry řídí chemickými signály.

## Hmatové mimikry
Roztoči Planodiscus používají zřejmě hmatové (dotykové) mimikry. Přichytí se k tibii mravence Eciton hamatum. Ten, ačkoli si nohu čistí, nepozná rozdíl. Roztoč má kutikulární strukturu a chloupky imitující končetinu mravence.
Kombinaci několika mimiker používá cvrčík mravenčí (Myrmecophila acervorum). Dokáže žít v hnízdech mravenců rodů Formica, Myrmica a Lasius. Larvy se vyvíjejí mimo mraveniště. Po dosažení určité velikosti proniknou cvrčíci do hnízd mravenců. Mohou však být zpočátku zabiti, pokud nestačí utéct. Ale po několika dnech se pohybem, chováním, hmatovým kontaktem a možná i produkcí feromonů tak přizpůsobí, že je mravenci začnou zcela tolerovat.

## Galerie dalších myrmekomorfních členovců

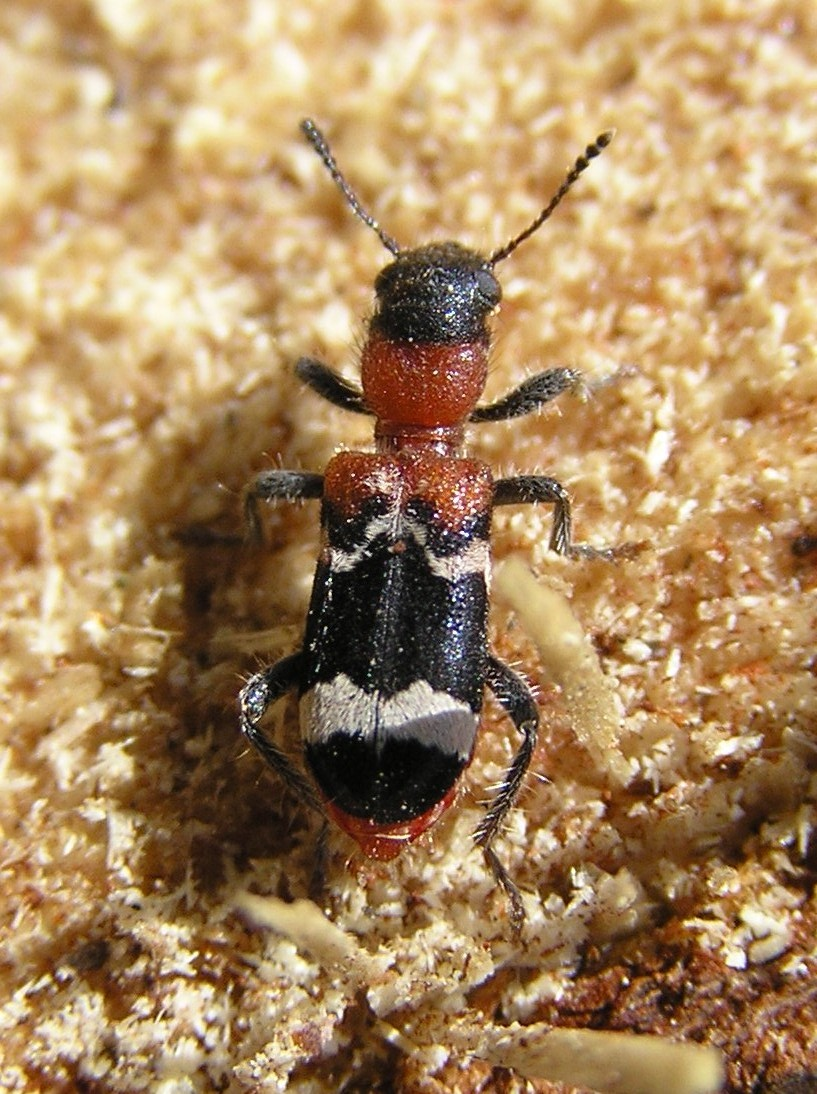
Pestrokrovečník mravenčí (Thanasimus formicarius) je dravý brouk, který napadá hlavně kůrovce. Jeho podoba s mravencem je zjevná, přičemž zároveň je velmi podobný některým kodulkám.
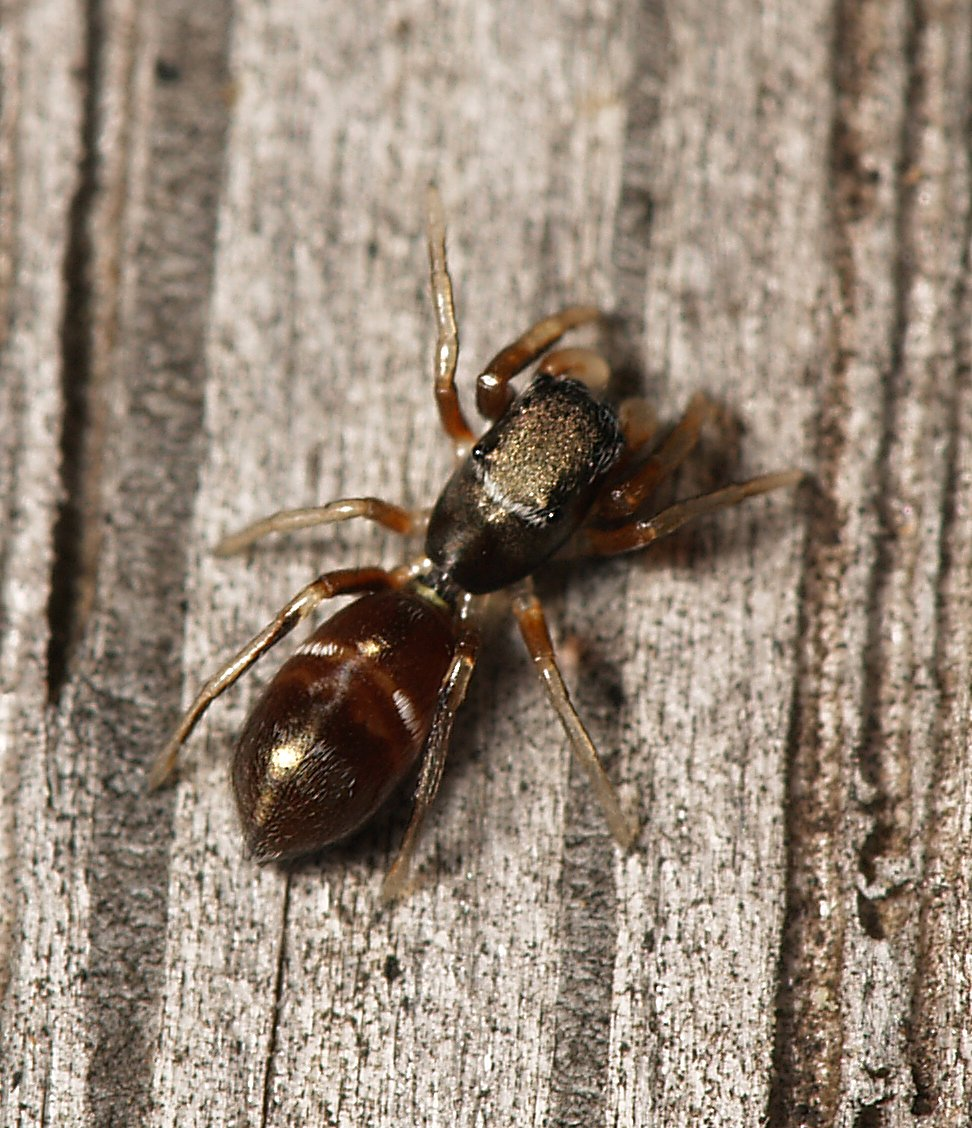
Skákavka štíhlá (Synageles venator) je drobný pavouk velmi podobný malému mravenci.
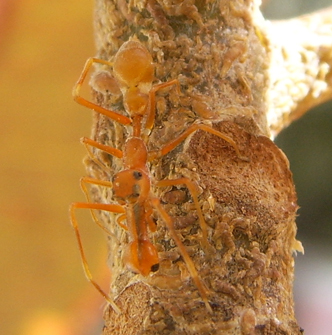
Samec skákavky Myrmarachne plataleoides má chelicery nápadně připomínající dalšího mravence, jehož mimetik jakoby přenáší.
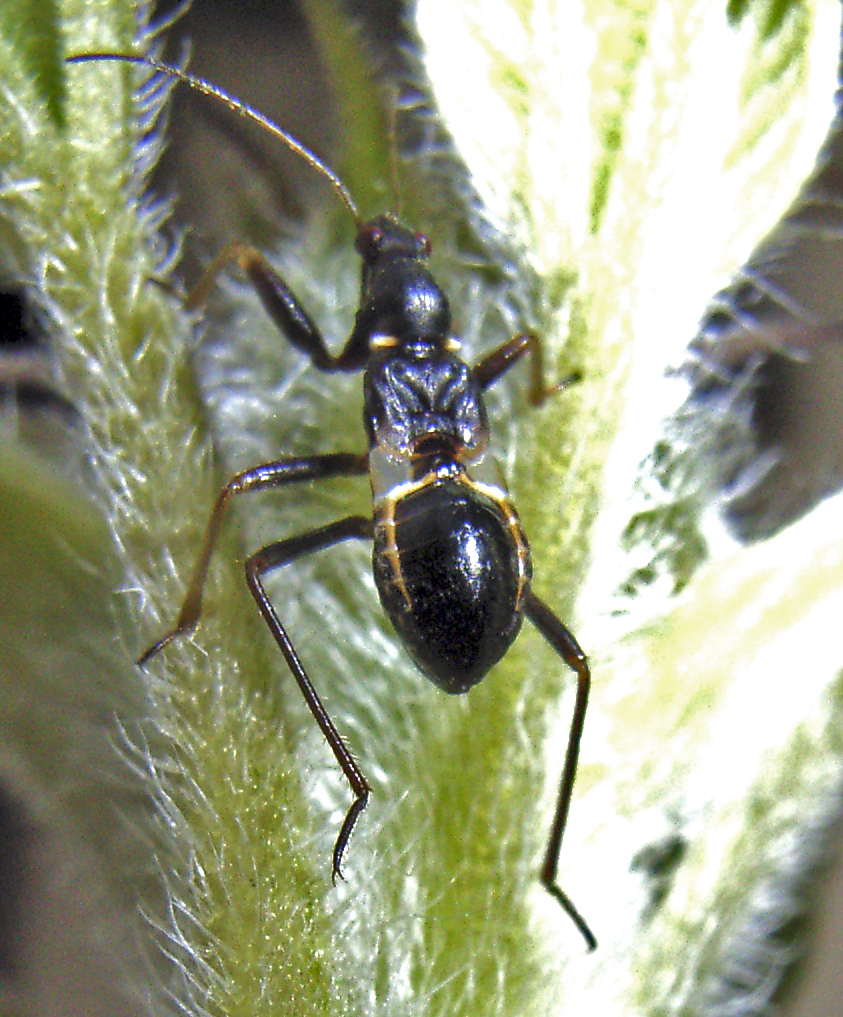
Nymfa lovčice mravenčí (Himacerus mirmicoides), dospělci již maskování za mravence ztrácejí. Jsou to dravé ploštice napadající především mšice.